# 中介偏振星

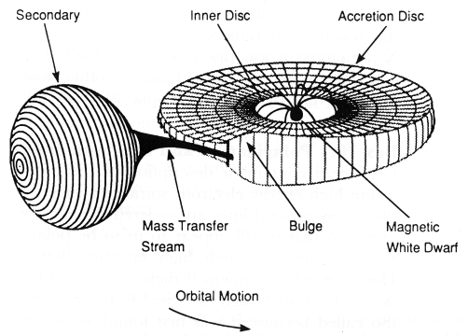
中介偏振星概念圖。物質從伴星流往白矮星周圍的吸積盤，但被白矮星的磁場干擾。

中介偏振星（Intermediate Polar），或稱為武仙座DQ型變星，是屬於聯星的一種激變變星。

## 概要
在大多數的激變變星中，主序星的物質會受到白矮星的重力剝離而流向白矮星，並在白矮星周圍形成吸積盤。但在中介偏振星系統中雖然也以同樣機制形成吸積盤，吸積盤內側卻會被白矮星的磁場截斷。在極端狀態下吸積盤甚至可完全被磁場破壞，雖然並不常見。在吸積盤被截斷的區域，盤中的氣體將開始沿著白矮星磁場的磁力線運動，形成由發光物質組成的彎曲片狀結構，稱為「吸積簾」（Accretion curtains）。盤中物質通過吸積簾後會在接近磁極處吸積在白矮星上。
中介偏振星的名稱來自於系統中白矮星磁場強度介於非磁性激變變星與強磁場激變變星系統之間。非磁性系統可形成完整的吸積盤；而強磁場系統（即高偏振星或稱武仙座AM型變星）只會形成直接撞擊白矮星磁層的吸積流。
直到2014年4月14日已確認26顆中介偏振星（页面存档备份，存于）。在2006年Downes等人提出的1830個激變變星系統中（页面存档备份，存于），中介偏振星佔了約1%。

## 物理性質
中介偏振星是強烈的X射線發射源。X射線的形成機制為高速運動的粒子沿著吸積流落往白矮星表面時發生衝擊，而粒子在撞擊白矮星表面之前速度會下降與溫度降低，產生波長在X射線範圍的轫致辐射，隨後這些輻射可能被衝擊區周圍的氣體吸收。
中介偏振星中的白矮星磁場強度一般介於100萬到1000萬高斯（100到1000特斯拉）。這比地球的磁場強約100萬倍，並且接近地球上的實驗室可產生的磁場強度上限；但仍然遠低於中子星的磁場強度。在吸積流和白矮星表面的交叉處會產生熱點。因為白矮星具有偶極磁場，所以在每個磁極處都有一個熱點。當白矮星和它的偶極磁場自轉，熱點也隨之轉動。
其他中介偏振星的物理性質則有光譜中有強烈的氦離子（He II）發射線（波長468.6 nm）、光線圓偏振現象。

## 光變曲線週期性
中介偏振星的光變曲線可能顯示數項穩定的週期性亮度變化。第一項週期性與聯星系統的軌道週期有關。已確認的中介偏振星軌道週期在1.4到48小時之間變化，典型週期為3到6小時。
第二項週期性的訊號則來自白矮星的自轉週期。能夠最清楚定義中介偏振星的觀測結果為觀測到白矮星自轉週期比聯星系統軌道週期短的狀態。而已知的白矮星自轉週期介於33到4022秒之間。造成光學自轉週期震盪的物理原因通常歸因於吸積簾在接近白矮星表面匯聚時，觀測方向改變而震盪。
第三項常見的光變周期則是介於白矮星自轉週期與聯星軌道週期之間的边带週期。
上述三項光變曲線周期都可以經由將光變曲線進行傅里叶变换後產生功率譜並量測得知。中介偏振星在X射線、紫外線與可見光波段產生白矮星自轉和邊帶週期性訊號。雖然在這三段波段中的週期性訊號最終來源都是白矮星自轉，產生高能週期性訊號與可見光週期性訊號的確切機制被認為是不同的。
除了穩定的週期震盪以外，中介偏振星也可能出現不穩定的「準週期震盪」，並且在出現數個週期後中斷。準週期振盪的典型周期在30到300秒之間。

## 外部連結
- .   [May 16, 2006]. （原始内容存档于2012-07-04）.

- Nemiroff, R.; Bonnell, J., eds. (10 November 2003). "An Intermediate Polar Binary System（页面存档备份，存于）". Astronomy Picture of the Day. NASA. Retrieved May 16, 2006.